# 아세나프텐
아세나프텐(acenaphthene, 독일어: acenaphthen)은 C12H10의 분자식을 가진 고리형 탄화수소 화합물의 일종이다. 콜타르에서 발견된다.
호흡기, 피부, 눈에 자극을 줄 수 있다.

## 성질
무색의 바늘 모양 결정을 이루고 있다. 녹는점은 94.1°C, 끓는점은 277.2°C이다. 클로로폼, 톨루엔 등에 잘 녹고 알코올, 아세트산, 벤젠에도 녹는다. 물에는 녹지 않는다. 산화되면 나프탈산이 되고 환원되면 테트라하이드로아세나프텐 또는 데카하이드로아세나프텐이 된다. 수소 이탈 반응으로 인해 아세나프틸렌을 생성한다.

## 제법
나프탈렌과 에틸렌을 반응시켜 얻어낼 수 있다. 콜타르에서 추출하는 것도 가능하다.

## 용도
아세나프텐은 다음과 같은 용도로 사용된다.
- 염료의 합성 원료
- 합성수지의 원료
- 살균제, 살충제

## 참고 문헌
- 化學大辭典編集委員會 편, 성용길, 김창홍 역, 《화학대사전》, 서울: 世和, 2001.
- https://web.archive.org/web/20080527180528/http://msds.chem.ox.ac.uk/AC/acenaphthene.html